# Championnat d'Italie de football de deuxième division 1950-1951
Navigation
Édition précédente Édition suivante
La saison 1950-1951 de Serie B, organisée par la Lega Calcio pour la cinquième fois, est la 19e édition du championnat de deuxième division en Italie. Les deux premiers du championnat sont promus en première division, les cinq derniers sont relégués en Serie C.
À l'issue de la saison, S.P.A.L. termine à la première place et monte en Serie A 1951-1952 (1re division) accompagné par le vice-champion, Legnano.

## Compétition
La victoire est à deux points, un match nul à 1 point.

### Classement
| Rang | Équipe        | Pts | J  | G  | N  | P  | Bp | Bc | Diff |
| ---- | ------------- | --- | -- | -- | -- | -- | -- | -- | ---- |
| 1    | S.P.A.L.      | 58  | 40 | 25 | 8  | 7  | 74 | 37 | +37  |
| 2    | Legnano       | 54  | 40 | 24 | 6  | 10 | 89 | 47 | +42  |
| 3    | Modène        | 47  | 40 | 17 | 13 | 10 | 73 | 49 | +24  |
| 4    | Livourne      | 47  | 40 | 19 | 9  | 12 | 67 | 53 | +14  |
| 5    | Syracuse      | 44  | 40 | 18 | 8  | 14 | 62 | 47 | +15  |
| 6    | Fanfulla      | 42  | 40 | 18 | 6  | 16 | 69 | 61 | +8   |
| 7    | Calcio Catane | 42  | 40 | 17 | 8  | 15 | 63 | 63 | 0    |
| 8    | Venise R      | 42  | 40 | 15 | 12 | 13 | 62 | 65 | -3   |
| 9    | Brescia       | 41  | 40 | 18 | 5  | 17 | 69 | 49 | +20  |
| 10   | Hellas Vérone | 41  | 40 | 16 | 9  | 15 | 69 | 58 | +11  |
| 11   | Vicence       | 41  | 40 | 17 | 7  | 16 | 65 | 58 | +7   |
| 12   | Pise          | 41  | 40 | 16 | 9  | 15 | 46 | 50 | -4   |
| 13   | Reggiana      | 40  | 40 | 15 | 10 | 15 | 48 | 53 | -5   |
| 14   | Salernitana   | 40  | 40 | 15 | 10 | 15 | 57 | 65 | -8   |
| 15   | Messine P     | 39  | 40 | 16 | 7  | 17 | 50 | 48 | +2   |
| 16   | Trévise P     | 39  | 40 | 15 | 9  | 16 | 56 | 55 | +1   |
| 17   | Spezzia       | 36  | 40 | 14 | 8  | 18 | 44 | 61 | -17  |
| 18   | Bari R        | 31  | 40 | 9  | 13 | 18 | 51 | 75 | -24  |
| 19   | Seregno P     | 30  | 40 | 10 | 10 | 20 | 42 | 67 | -25  |
| 20   | US Cremonese  | 28  | 40 | 8  | 12 | 20 | 36 | 68 | -32  |
| 21   | Anconitana P  | 17  | 40 | 4  | 9  | 27 | 32 | 95 | -63  |

|  | Promotion en Serie A                        |
|  | Relégation en Serie C                       |
|  | P : Promu de Serie C R : Relégué de Serie A |